# Мирное (Покровский район)
Мирное (укр. Мирне) — село на Украине, находится в Покровском районе Донецкой области.
Код КОАТУУ — 1422788303. Население по переписи 2001 года составляет 24 человека. Почтовый индекс — 85343. Телефонный код — 623.

## Местный совет
85343, Донецкая область, Покровский р-н, с. Ульяновка, ул. Ленина, 100, тел. 5-37-1-42